# Salvador Becerra Rodríguez
Salvador Becerra Rodríguez (Poncitlán, Jalisco, 20 de enero de 1946) es un político mexicano, miembro honorario del Partido Acción Nacional. Es Ingeniero Agrónomo por la Universidad Autónoma de Chapingo y tiene una maestría en Ciencias por el Colegio de Posgraduados de Chapingo. Tiene un doctorado en Agronomía por la Universidad Politécnica de Valencia, España. Fue Investigador titular en frutas tropicales por el Instituto Nacional de Investigaciones Forestales, Agrícolas y Pecuarias (INIFAP) en la Secretaría de Agricultura, Ganadería y Desarrollo Rural, siendo de igual forma un socio activo de la Sociedad Mexicana de Ciencias Hortícolas, de la Sociedad Mexicana de Fitogenética y de la Sociedad Internacional de Citricultura. Durante seis años fue miembro del Sistema Nacional de Investigadores del Consejo Nacional de Ciencia y Tecnología (Conacyt). Es desde 1989 miembro del PAN, siendo secretario de Organización del Comité Directivo Municipal de Colima, secretario general de Capacitación y de Organización en el Comité Directivo de Colima. Es Consejero estatal desde 1989. Coordinó las campañas electorales panistas colimenses en las elecciones federales de 1994 y coordinó la campaña federal en el primer distrito electoral del estado en 1997. Fue Diputado federal en la LVI Legislatura del Congreso de la Unión de México, período en el que encabezó el área agropecuaria del grupo parlamentario del PAN. Además fue secretario de la Comisión de Agricultura y secretario de la Comisión de Agricultura de la Cámara de Diputados.